# Best buy award
Best Buy Award je certifikat i medalja kojom se označavaju proizvodi i usluge koji nude najveću vrijednost za novac.
Istraživanje "Best Buy Award" na kojem se temelji dodjeljivanje "Best Buy Award" nagrada i certifikata prvi je puta po posebnoj metodi "Deep Mind Awareness" sprovedeno u Hrvatskoj u siječnju 2010. godine. Zaštićenu metodu istraživanja "Best Buy Award" - DEEPMA razvila je tvrtka Axios u suradnji sa svjetskom revizorskom i savjetodavnom organizacijom PricewaterhouseCoopers.
Najčešće zbog recesije kupci traže što veću vrijednost za svoj novac. Potrošači pri konačnoj odluci o kupnji važu cijenu i kvalitetu onoga što se nudi. Taj omjer između dobre cijene i što veće kvalitete (Best Buy) potrošaču u recesijskom, ali i postrecesijkom razdoblju je najbitniji.
"Best Buy Award" nagrada olakšava izbor i usmjerava kupca na proizvode najboljeg omjera cijene i kvalitete.

## Tko dobiva "Best Buy Award" titulu?
"Best Buy Award" status mogu dobiti samo oni proizvodi, odnosno one usluge na tržištu, koje su u posebnom "Best Buy Award" istraživanju, sprovedenom od strane centra za istraživanje tržišta Gfk osvojili najveći broj bodova te se plasirali na sam vrh "Best Buy Award" liste u svojoj kategoriji.

## Vanjske poveznice
- Best Buy Award
- PricewaterhouseCoopers
- Centar za istraživanje tržišta - GfK  Arhivirana inačica izvorne stranice od 22. siječnja 2010. (Wayback Machine)